# 南海伊波因特 (佛羅里達州)
南海伊波因特（英語：South Highpoint）是位於美國佛羅里達州皮尼拉斯縣的一個人口普查指定地區。

## 地理
南海伊波因特的座標為28°54′27″N 82°42′50″W / 28.90750°N 82.71389°W，而該地最高點為海拔高度4米（即13英尺）。

## 人口
根據2010年美國人口普查的數據，南海伊波因特的面積為2.60平方千米，當中陸地面積為2.60平方千米，而水域面積為0.00平方千米。當地共有人口5195人，而人口密度為每平方千米1,998人。